# Alle Wege des Marxismus führen nach Moskau!

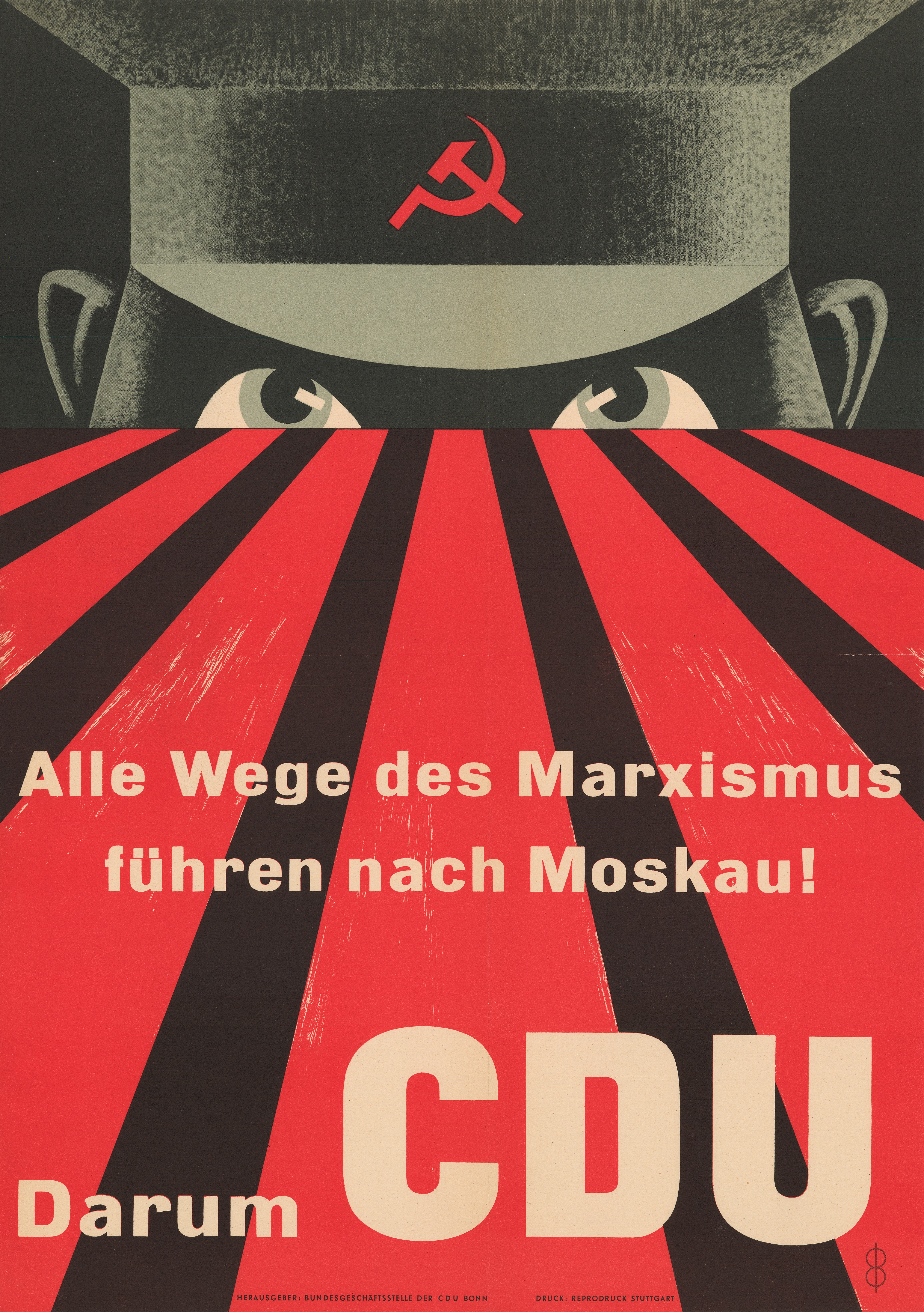
Wahlplakat der CDU aus dem Jahr 1953

Alle Wege des Marxismus führen nach Moskau! ist ein Wahlkampfslogan, der auf einem bekannten antikommunistischen Wahlplakat der Unionsparteien zur Bundestagswahl 1953 erschien.

## Beschreibung
Das Plakat ist in zwei Teile geteilt, wobei der obere etwa ein Drittel umfasst. Oben ist der obere Teil des Kopfes eines Mannes dargestellt, der eine Schirmmütze trägt, die den Mützen der Roten Armee ähnelt. Auf ihr ist das rote Symbol Hammer und Sichel dargestellt. Der Mann blickt den Betrachter mit starrem Blick an. Im unteren Teil sind rote und graue Linien dargestellt, die auf das Gesicht des Mannes als Fluchtpunkt zulaufen. Quer zu den Linien befindet sich in zwei Zeilen und weißer Schrift der Slogan: „Alle Wege des Marxismus führen nach Moskau!“ Darunter ist in einer eigenen Zeile der Slogan „Darum CDU“ bzw. „Darum CSU“ zu finden.

## Deutung
Für Angelika Plum ist die Darstellung des Feindes als ein über den Horizont blickender Riese in ihrer Monumentalität kaum zu steigern. Für Hermann Burkhardt rückt der Betrachter des Plakats „an die Stelle des Opfers, einer Maus, eines kleinen, hilflosen Tieres, eines winzigen Menschleins, das den Krallen und dem Maul eines übermächtigen Ungeheuers ausgeliefert ist“. Christoph Hamann sieht in der Uniformmütze eine Symbol für eine militaristische Gesellschaft.
Für Gerhard Paul sind zwei Deutungen der auf den Mann zuführenden Linien möglich. Zum einen könnten sie darlegen, dass der Marxismus unweigerlich in die Tiefe des Raums und damit in den Bolschewismus führe. Zum anderen könnten sie auch als Bannstrahlen interpretiert werden, die vom hypnotischen Blick des Mannes ausgingen. Dieser Blick aktiviere darüber hinaus auch „mit dem Sowjet-System assoziierte Überwachungs- und Bespitzelungsängste“. Auch für Plum ziehen die Linien den Betrachter in den Bann des Mannes. Die vertikal zu den Linien angeordnete Schrift bildet Paul zufolge einen Riegel, durch den die Union als einziger Hoffnungsträger gegen den kommunistischen Totalitarismus dargestellt wird.
Diese Alternativlosigkeit wird auch mit dem Slogan betont, der durch die Wendung „Alle Wege…“ die Programme von linksstehenden Parteien generell abwertet. Ziel war dabei vor allem die SPD, die größte Oppositionspartei. Zudem sollte der Slogan die Angst vor dem Kommunismus, Marxismus und der Sowjetunion auslösen. Dies sei laut Fritz Hermanns jedoch nur möglich gewesen, da diese Angst bereits in weiten Teilen der Bevölkerung vorgeherrscht habe und nur erneut aktiviert werden musste. Zudem sei der Slogan auch als eine rationale Argumentation zu lesen. Aus den beiden Prämissen „Sozialismus führt zu Stalinismus“ und „Den Stalinismus wollen wir nicht“ ließe sich der logische Schluss folgern, dass man eine Partei wählen müsse, die den Sozialismus nicht wolle. Neben der Aussage, dass eine SPD-Regierung zu Verhältnissen wie in der Sowjetunion führen würde, ist für Gerd Müller auch die Interpretation möglich, dass die SPD Verbindungen nach Moskau hat und von dort fremdbestimmt ist.

## Entstehung und Vorlagen

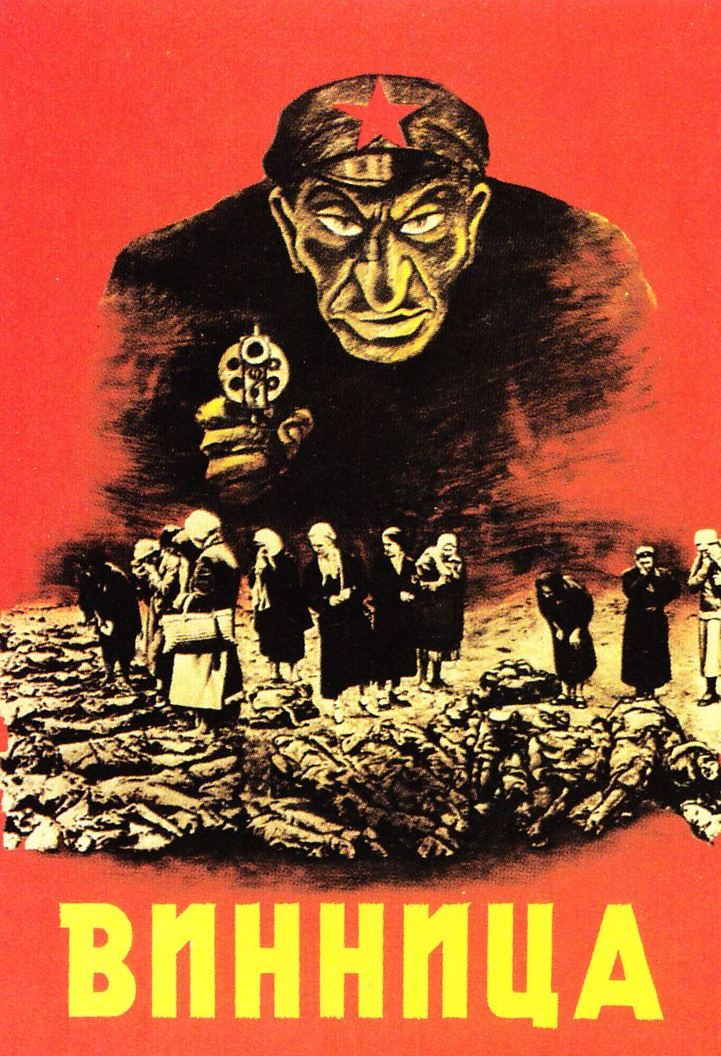
NS-Propagandaplakat (1943) zum Massaker von Winnyzja.

Das Plakat soll von zwei Grafikern aus Wuppertal namens Bonk und Brandt auf Grundlage einer Propaganda-Postkarte des Volksbundes für Frieden und Freiheit entworfen worden sein. Der Entwurf dieser Postkarte wiederum soll auf Eberhard Taubert und Rudolf Fust zurückgehen, die beide zuvor bereits für die Propaganda der Nationalsozialisten tätig waren.
Als weitere Vorlagen könnten zwei US-amerikanische anti-deutsche Kriegspropagandaplakate gedient haben. Zum einen das von Frederick Strothmann entworfene Plakat aus dem Ersten Weltkrieg Beat back the Hun with Liberty Bonds, auf dem ein am Horizont lauernder, deutscher Soldat mit Pickelhaube sowie blutverschmierten Händen und Bajonett die Welt bedroht. Zum anderen das von Glenn Grohe entworfene Plakat He’s watching you aus dem Jahr 1942, auf dem der obere Teil des Kopfes eines stahlhelmtragenden Wehrmachtsoldaten zu sehen ist, der den Betrachter mit starrem Blick fixiert.
Gerhard Paul erinnert das Plakat darüber hinaus auch an ein nationalsozialistisches Propagandaplakat aus dem Jahr 1943, das das Massaker von Winnyzja als jüdisch-kommunistisches Verbrechen darstellt. Darauf ist über dem Foto der exhumierten Leichen ein Mann zu sehen, der mit einem Revolver direkt auf den Betrachter zielt. Er trägt eine Mütze mit rotem Stern und hat die in der NS-Propaganda typischen „jüdischen Gesichtszüge“.
Angelika Plum sieht in den roten Linien Ähnlichkeiten zu den roten Sonnenstrahlen der japanischen Militärflagge Kyokujitsuki, die häufig in anti-japanischen Propagandaplakaten im Zweiten Weltkrieg verwendet wurden.
Der Slogan des Plakats soll auf die Redewendung „Alle Wege führen nach Rom“ zurückgehen.

## Kritik
Kritik an dem Plakat richtet sich neben dem Missbrauch der Angst vor dem Bolschewismus für parteipolitische Ziele auch gegen die Diffamierung der SPD durch die unterstellte Nähe zur Sowjetunion. Dadurch würde der antitotalitäre Konsens der demokratischen Parteien der jungen Bundesrepublik in Frage gestellt. Diese Unterstellungen seien auch unwahr, da die SPD zu dieser Zeit antikommunistischer gewesen sei als jemals zuvor und sich darin auch nicht von anderen Parteien habe übertreffen lassen. Allerdings beseitigte die SPD erst 1959 mit dem Godesberger Programm die letzten marxistischen Bezüge aus ihrer Programmatik.

## Nachwirkung
Das Plakat und der Slogan entfalteten ihre Wirkung über den Bundestagswahlkampf 1953 hinaus. So gingen der Slogan in die Alltagssprache und das Motiv in die Bildsprache der Bundesrepublik ein. Zudem ist das Plakat häufig in Schulbüchern und Ausstellungen als Schlagbild der frühen Bundesrepublik dargestellt. Friederike Höhn bezeichnet es als Ikone.
Das Motiv wurde auch mehrfach adaptiert. So verwendete die NPD 1972 ein sehr ähnliches Motiv auf einem ihrer Wahlplakate. Der darauf dargestellte Mann hat ein anderes Gesicht und trägt eine russische Pelzmütze. Der Slogan des Plakats lautet: „Verzicht ist Verrat (sagte selbst Brandt – 1963). Wehrt euch gegen die rote Gefahr. NPD“. Es war damit gegen die neue Ostpolitik Willy Brandts gerichtet.
Auch ein Cover des Spiegels aus dem Jahr 2007 adaptierte das Plakat. Darauf ist der russische Präsident Wladimir Putin zu sehen, der eine Pelzmütze trägt. Die roten Linien wurden durch Gasrohre ersetzt. Im Hintergrund sind Bohrtürme und Tiefpumpen zu sehen. Der Titel der Ausgabe ist Der Staat Gasprom. Putins Energie-Imperium.
Am 16. März 2014 erschien auf der Frankfurter Allgemeine Sonntagszeitung über dem Aufmacher Moskau nimmt Ukraine in die Zange, der sich mit der Annexion der Krim 2014 durch Russland beschäftigte, ein Ausschnitt des Wahlplakats. In derselben Ausgabe wurde neben dem Artikel Steinmeier große Illusion ein Bild Frank-Walter Steinmeiers gezeigt, in dessen Hintergrund sich grau-rote Streifen ausbreiten.
Die Rheinische Post verwendete einen Ausschnitt des Plakats auf der Titelseite ihrer Ausgabe vom 14. Mai 2016 unter der Schlagzeile Russland greift im Netz an. Hammer und Sichel wurden darauf durch die Flagge Russlands ersetzt.